# Rashad Evans
Rashad Anton Evans (Niagara Falls, 25 september 1979) is een Amerikaans voormalig MMA-vechter. Hij was van december 2008 tot en met mei 2009 UFC-wereldkampioen in het lichtzwaargewicht.

## Carrière
Evans begon met worstelen op de middelbare school. Hij won het National Junior College-kampioenschap onder 75 kg in 2000. Hierna verhuisde hij naar Michigan State University en begon te vechten in de onder 79 kg klasse. In 2004 nam Evans deel aan vijf wedstrijden in de MMA onder leiding van Dan Severn. Hij won alle vijf wedstrijden. Hierdoor werd hij als een van de negen zwaargewichten geselecteerd om deel te nemen aan het tweede seizoen van het realityprogramma The Ultimate Fighter in 2005. Na het verslaan van onder anderen Mike Whitehead en Keith Jardine versloeg hij in de finale Brad Imes en kreeg hij een driejarig contract bij de UFC.
Evans bleef ongeslagen in zijn eerste zeven gevechten bij de UFC, waarbij hij onder anderen Michael Bisping en voormalig wereldkampioen Chuck Liddell versloeg. Daarop mocht hij het opnemen tegen regerend kampioen lichtzwaargewicht Forrest Griffin. Evans won nadat de scheidsrechter het gevecht stopte in de derde ronde en werd de nieuwe kampioen lichtzwaargewicht. Hij slaagde er in zijn eerstvolgende gevecht niet in om zijn titel te verdedigen tegen Lyoto Machida, die hem in de tweede ronde knock-out sloeg. Evans kreeg in april 2012 een nieuwe kans op de lichtzwaargewichttitel, maar titelverdediger Jon Jones versloeg hem die dag op basis van een unanieme jurybeslissing.
Evans vocht daarna nog acht partijen, waarvan hij er zes verloor. Hij kwam in 2014 en 2015 samen één keer in actie vanwege verschillende blessures, voornamelijk aan zijn knie. Na zijn terugkeer in oktober 2015 verloor hij vijf keer op rij. Evans maakte in juni 2018 officieel zijn MMA pensioen bekend.

## Trivia
- Evans won op 27 december 2008 de lichtzwaargewichttitel bij de UFC door regerend kampioen Griffin te verslaan. Daarmee won de winnaar van seizoen 2 van The Ultimate Fighter van de winnaar van het eerste seizoen daarvan.
- In het najaar van 2009 was Evans coach in het tiende seizoen van The Ultimate Fighter.